# Tetraossigeno
Il tetraossigeno è una delle forme allotropiche nelle quali può essere trovato l'ossigeno.
La molecola del tetraossigeno (O4) era stata teorizzata nel 1924 da Gilbert Lewis, che la propose come una spiegazione al fatto che l'ossigeno liquido non obbedisce alla Legge di Curie. Oggi si è scoperto che Lewis si sbagliava, sebbene non si fosse allontanato molto dalla realtà: le simulazioni al computer mostrano che benché non vi siano molecole stabili di O4 nell'ossigeno liquido, le molecole di O2 tendono ad associarsi in coppie con spin antiparallelo, formando molecole temporaneamente stabili di O4.
Nel 1999 i ricercatori pensarono che l'ossigeno solido esistesse alla fase-ε come O4, scoprendo solo nel 2006 che in realtà è una forma di ossigeno octamolecolare.
La struttura del tetraossigeno non è ancora del tutto chiarita. Anche un gruppo di studio della Sapienza Università di Roma ha condotto nel 2001 studi per investigare la struttura dell'O4.